# Doctor's Advocate
Albums de The Game
G.A.M.E.
(2006) LAX
(2008)
Singles
1. It's Okay (One Blood)
Sortie : 24 juillet 2006
2. Let's Ride
Sortie : 25 septembre 2006
3. Wouldn't Get Far
Sortie : 5 janvier 2007

Doctor's Advocate est le deuxième album studio de The Game, sorti le 14 novembre 2006 aux États-Unis.
L'album s'est classé 1er au Billboard 200 et au Top R&B/Hip-Hop Albums et s'est vendu à trois millions d'exemplaires à travers le monde.

## Liste des titres
| No  | Titre                                                                              | Contient un (des) sample(s) de | Durée |
| --- | ---------------------------------------------------------------------------------- | --- | ----- |
| 1.  | Lookin' at You (Produit par Ervin « EP » Pope)                                     | | 3:37  |
| 2.  | Da Shit (Produit par DJ Khalil)                                                    | Ipecac de Zoogz Rift | 5:23  |
| 3.  | It's Okay (One Blood) (featuring Junior Reid – Produit par Reefa)                  | One Blood de Junior Reid | 4:17  |
| 4.  | Compton (featuring will.i.am – Produit par will.i.am)                              | Swahililand d'Ahmad Jamal Hard Times de Baby Huey Gangster Boogie des Chicago Gangsters Real Muthaphuckkin G's d'Eazy-E featuring B.G. Knocc Out et Dresta Amen, Brother des Winstons | 4:41  |
| 5.  | Remedy (Produit par Just Blaze)                                                    | Black Steel in the Hour of Chaos de Public Enemy | 2:57  |
| 6.  | Let's Ride (Produit par Scott Storch)                                              | | 3:57  |
| 7.  | Too Much (featuring Nate Dogg – Produit par Scott Storch)                          | Let It Flow de Tamiko Jones | 4:11  |
| 8.  | Wouldn't Get Far (featuring Kanye West – Produit par Kanye West)                   | I'd Find You Anywhere de Creative Source Long Red de Mountain All Bout U de 2Pac, Dru Down et Hussein Fatal featuring Nate Dogg, Snoop Dogg et Yaki Kadafi                            | 4:11  |
| 9.  | Scream On 'Em (featuring Swizz Beatz – Produit par Swizz Beatz)                    | Brooklyn's Finest de Jay-Z featuring The Notorious B.I.G. Streets Is Watching de Jay-Z                                                                                                | 4:20  |
| 10. | One Night (Produit par Nottz)                                                      | Two Occasions de The Deele | 4:27  |
| 11. | Doctor's Advocate (featuring Busta Rhymes – Produit par J.R. Rotem)                | Stairway to Heaven de Led Zeppelin Up Against the Wind de Lori Perry | 5:03  |
| 12. | Ol' English (featuring Dion – Produit par Hi-Tek)                                  | (If Loving You Is Wrong) I Don't Want to Be Right de Luther Ingram Once Upon a Time in the Projects d'Ice Cube                                                                        | 4:44  |
| 13. | California Vacation (featuring Snoop Dogg et Xzibit – Produit par J.R. Rotem)      | Funky Worm des Ohio Players | 4:29  |
| 14. | Bang (featuring Tha Dogg Pound – Produit par Jellyroll)                            | | 3:37  |
| 15. | Around the World (featuring Jamie Foxx – Produit par Mr. Porter et Mike Chav)      | | 4:02  |
| 16. | Why You Hate the Game (featuring Nas et Marsha Ambrosius – Produit par Just Blaze) | With You de The Main Ingredient | 9:22  |

| 17. | I'm Chillin' (Produit par will.i.am) | 4:33  |
| 18. | It's Okay (One Blood) (Remix) (featuring Jim Jones, Snoop Dogg, Nas, T.I., Fat Joe, Lil Wayne, N.O.R.E., Jadakiss, Styles P, Fabolous, Juelz Santana, Rick Ross, Twista, Tha Dogg Pound, WC, E-40, Bun B, Chamillionaire, Slim Thug, Young Dro, Clipse, Ja Rule – Produit par Reefa) | 11:47 |

## Clips
- One Blood (It's Okay) featuring Junior Reid
- Let's Ride
- Wouldn't Get Far